# 琶洲街道
琶洲街道是中国广东省广州市海珠区下辖的一个街道，位于广州市市区东南部的琶洲岛上。辖区总面积10平方公里，下辖3个村，常住人口3.87万人。

## 广州琶洲经济开发区
在琶洲街道基础上设立的广州琶洲经济开发区，已在2022年10月28日正式成立。

## 辖区
琶洲街道辖有以下地区：
南园居社区、琶洲西南社区、琶洲东北社区、石基社区、广渔社区、新洲社区、雅郡花园社区、磨碟沙北社区、磨碟沙南社区、黄埔北社区和黄埔南社区。

## 交通

### 地铁
- █广州地铁4号线：万胜围站
- █广州地铁8号线：磨碟沙站、新港东站、琶洲站、万胜围站
- █广州地铁11号线：琶洲站
- █广州地铁18号线：磨碟沙站

### 有轨电车
- █海珠有轨电车1号线：猎德大桥南站、琶醍站、南风站、会展西站、会展东站、琶洲大桥南站、琶洲塔站、万胜围站

## 中国传统村落
2013年8月，黄埔村被评为第二批中国传统村落。